# Ashkenazum
L'Ashkenazum était un groupe criminel organisé actif en Argentine dans la première moitié du 20e siècle. Ashkenazum a été fondé par Simon Rubinstein en tant que groupe dissident du Zwi Migdal, un groupe criminel organisé qui s'étendait sur les cinq continents et spécialisé dans le trafic sexuel de filles juives d'Europe de l'Est.
Simon Rubinstein est arrivé à Buenos Aires en 1900 en provenance d'Odessa, et il y a rapidement pris le contrôle d'une usine de préservatifs. Il était un contrebandier de soie notoire et s'est affilié au Zwi Migdal. Au plus fort de son opération, il avait 700 agents en Argentine qui trafiquaient des femmes pour lui.
Comme le Zwi Migdal, l'Ashkenazum avait également son propre cimetière à l'extérieur de Buenos Aires.